# MEncoder
MEncoder is een vrije en opensource-video-editor met een command-line-interface. Het is beschikbaar voor meerdere platformen onder de GPLv2.
MEncoder wordt gebruikt als backend (achterliggende technologie) in MPlayer.